# Leningradzki Okręg Wojskowy (Federacja Rosyjska)
Leningradzki Okręg Wojskowy (ros. Ленинградский военный округ) – jednostka administracyjno-wojskowa Sił Zbrojnych Federacji Rosyjskiej obejmująca całość obiektów militarnych – w tym jednostki wojskowe, zakłady przemysłu zbrojeniowego, jednostki paramilitarne – stacjonujących w północno-zachodniej części Federacji.
Miał swoją genezę w Piotrogrodzkim Okręgu Wojskowym Imperium Rosyjskiego (od 6 sierpnia 1864 do 1918), a następnie Leningradzkim Okręgu Wojskowym Rosji Radzieckiej i ZSRR.
Okręg w okresie 1991–2010 liczył około 33 tysięcy żołnierzy, a na  jego uzbrojenie składało się: 320–330 czołgów, 500  wozów bojowych, 18 wyrzutni rakiet taktycznych „Toczka-U”, 690 systemów artyleryjskich.
1 września 2010 razem z Kaliningradzkim Okręgiem Specjalnym i Moskiewskim Okręgiem Wojskowym wszedł w skład Zachodniego Okręgu Wojskowego.
Został odtworzony 26 lutego 2024 obejmując Petersburg, Karelię, Republikę Komi, obwody Archangielski, Królewiecki (Kaliningradzki, leningradzki, wołogodzki, murmański, nowogrodzki, pskowski, Nieniecki Okręg Autonomiczny oraz Flotę Północną. Sztab Okręgu znajduje się w Petersburgu. Od 15 maja 2024 dowódcą Leningradzkiego Okręgu Wojskowego jest Aleksandr Łapin.

## Struktura organizacyjna
W 2009
| Nazwa jednostki                                            | Garnizon            |
| ---------------------------------------------------------- | ------------------- |
| 25 Gwardyjska Sewastopolska BZmot im. Strzelców Łotewskich | Władimirskij Łagier |
| 138 Gwardyjska Krasnosiełska BZmot                         | Kamienka            |
| 200 Gwardyjska Peczengska BZmot                            | Peczenga            |
| 216 BSiU (formowana w 4 BZmot)                             | Pietrozawodsk       |
| 56 Okręgowe Centrum Szkolenia Młodszych Specjalistów       |                     |
| 26 Niemeńska BROT                                          | Ługa;               |
| 9 Gwardyjska Klecko-Berlińska Brygada Artylerii            | Ługa;               |
| 7014 Baza Sprzętu i Uzbrojenia                             | Ługa;               |
| 302 BSiU                                                   | Sapjomoje;          |
| 95 Leningradzka Brygada Łączności                          |                     |
| 132 Brygada Łączności                                      |                     |